# Stichting Planbureau Suriname
Stichting Planbureau Suriname (SPS) is een overheidsinstantie die voor de vicepresident van Suriname het meerjarige ontwikkelingsplan opstelt, zowel landelijk en regionaal als sectoraal. De SPS is gevestigd in Frank Essed Gebouw, waar ook de vicepresident gevestigd is, en ressorteert sinds het kabinet-Bouterse/Ameerali (2010-2015) ook onder de vicepresident zelf.
De SPS werd opgericht op 30 juli 1951. In 1973 werd de Planwet aangenomen die het wettelijke kader sindsdien is voor het functioneren van het bureau. Het Planbureau houdt zich bezig met ontwikkelingsplannen die zich richten op de welvaart in Suriname, zowel op geestelijk als materieel gebied, door ze te formuleren en updaten, en ze te controleren en coördineren.